# Ion Pîslaru
Ion Pîslaru (ur. 1992) – rumuński zapaśnik walczący w stylu wolnym. Brązowy medalista igrzysk frankofońskich w 2017 roku.